# Kage Baker
Kage Baker (n. 10 iunie 1952, Hollywood, California – d. 21 ianuarie 2010, Pismo Beach, California) a fost o scriitoare americană de science fiction & fantasy.
Nuvela sa The Women of Nell Gwynne's (Doamnele de la Nell Gwynne) a primit Premiul Nebula pentru cea mai bună nuvelă în 2009.

## Opere (selecție)

### Romane din seria 'The Company'
- In the Garden of Iden (1997)
- Sky Coyote (1999)
- Mendoza in Hollywood (2000) (Publicată în Marea Britanie sub denumirea At the Edge of the West)
- The Graveyard Game (2001)
- The Life of the World to Come (2004)
- The Children of the Company (2005)
- The Machine's Child (2006)
- The Sons of Heaven (2007)
- Not Less than Gods (2010) ISBN 978-0765318916